# Spilogona reflecta
Spilogona reflecta este o specie de muște din genul Spilogona, familia Muscidae. A fost descrisă pentru prima dată de Huckett în anul 1932. Conform Catalogue of Life specia Spilogona reflecta nu are subspecii cunoscute.